# جهاندوست سبزعلی‌پور
جهاندوست سبزعلی‌پور دانشیار زبان و ادبیات فارسی، عضو هیئت علمی دانشگاه آزاد اسلامي واحد رشت در زمینه زبانشناسی و گویش شناسی و ادبيات عامه است.
در سال ۱۳۵۲ در روستای درو از توابع شاهرود خلخال به دنیا آمد. تحصیلات ابتدایی را در زادگاهش و تحصیلات راهنمایی و دبیرستان را در مرکز بخش کلور گذراند. دوره کارشناسی زبان و ادبیات فارسی را در سال‌های ۱۳۷۱–۱۳۷۵ در دانشگاه تبریز گذراند و بین سال‌های ۱۳۸۰–۱۳۸۳ کارشناسی ارشد زبان و ادبیات فارسی را از همان دانشگاه دریافت کرد. در سال ۱۳۸۴ وارد دانشگاه گیلان شد و در سال ۱۳۸۸ از رساله دکتری بررسی تطبیقی ساخت فعل در گویشهای تاتی خلخال، تالشی و گیلکی دفاع کرد.تحقیقات وی در زمینه زبانشناسی (زبان تاتی، زبان تالشی و زبان گیلکی)، ارتباط زبان آذری با زبان تاتی، فرهنگ و ادبیات عامه است.

## مقالات
- «ساخت ارگتیو در گویش تاتی خلخال»، با همکاری دکتر محرم رضایتی کیشه‌خاله، فصلنامهٔ علمی- پژوهشی ادب‌پژوهی، شمارهٔ یک، بهار ۱۳۸۶؛ ص۸۰–۱۰۵[۱]
- «تکرار بلاغی، اهمیت و لزوم بازنگری آن»، مجله علمی- پژوهشی دانشکده ادبیات تبریز. شمارهٔ ۵۲ پاییز و زمستان ۱۳۸۸،[۲]
- «فهمی از رندیهای حافظ (نگاهی تازه به ایهام تبادر در شعر حافظ)» مجله علمی- پژوهشی بوستان ادب دانشگاه شیراز؛ صص ۱۲۷–۱۴۶.[۳]
- «ریشه و ماده فعل در گویش‌ها تاتی، تالشی و گیلکی»، با همکاری دکتر محرم رضایتی کیشه‌خاله، فصلنامهٔ علمی- پژوهشی ادب‌پژوهی، ۱۳۸۷، شمارهٔ ۶؛ ص ۱۱۱–۱۳۲؛[۴]
- پیرامون تاتی کلاسور، مجله علمی- پژوهشی زبان و ادب فارسی دانشکده ادبیات تبریز. شمارهٔ ۲۲۳، صص ۸۹–۱۱۳.[۵]
- نشانه‌های تالشی در مناطق تات زبان خلخال، مجله علمی- پژوهشی ادب پژوهی، شماره ۱۳. صص ۱۰۹–۱۳۰.[۶]
- داستانک در حکایتهای قابوسنامه و تطبیق آن با مینیمالیسم، با فرزانه عبداللهی، مجله علمی-پژوهشی بهار ادب (سبک شناسی)، سال پنجم شمارهٔ اول، بهار ۱۳۹۱، شماره پیاپی ۱۵صص ۱۶۱–۱۷۲.[۷]
- نگاهی به فرهنگ موضوعی تاتی به فارسی، مجله زبانشناسی، شماره پیاپی ۴۵[۸]
- ساختمان فعل در گویش تاتی خلخال، مجله زبانشناسی، شماره ۴۵.[۹]
- تصویر سازی سیمنایی در تاریخ بیهقی (بادکتر حسین اسکندری و محمد اصغرزاده) مجله ادب پژوهی دانشگاه گیلان، شماره 22.[۱۰]
- شکل‌های فروپاشی ساخت ارگتیو در زبان‌های تاتی، تالشی و گیلکی، مجله پژوهش‌های زبانشناسی تطبیقی، دوره ۳ شماره 5.[۱۱]
- تحلیل اسطوره‌شناختی عَروس گولِی، از آیین‌های باروری گیلان، مجله نقد ادبی، دوره ۶، شماره22.[۱۲]
- تمایز جنس مؤنث و مذکر در گویش تاتی خلخال، مجله زبانها و گویشهای ایرانی (فرهنگستان زبان و ادب فارسی)، دوره جدید، شماره2.[۱۳]
- بازنمون فراروایت نجات‌بخشی عرفان اسلامی در گفتمان و روایت تذکر ه الاولیای عطار، مجله ادبیات عرفانی، دوره ۵، شماره۹. صص ۷۲-

43
- ویژگی‌های مصدر در زبان‌های حاشیه خزر (تاتی، تالشی، و گیلکی)، مجله زبانها و گویشهای ایرانی (فرهنگستان زبان و ادب فارسی)، دوره جدید، شماره دوم، پیاپی ۲، خرداد 1392[۱۳]
- نقش قافیه شعر در واژه‌سازی زبان فارسی (مطالعه موردی: اشعار نظامی گنجوی)، زبانها و گویشهای ایرانی، شماره ۱صص 112-97[۱۵]
- امکانات دستوری در شعر فارسی، مجله دستور، شماره 10.[۱۶]